# 戰神：崛起
《戰神：崛起》（又译作）為索尼電腦娛樂聖塔莫尼卡工作室所開發，由索尼電腦娛樂發行，PlayStation 3平台獨佔，分别在2013年3月12日于北美、2013年3月13日于欧洲、2013年10月31日于日本发行。该游戏没有命名为《战神4》，因为它是三部曲的前传，而不是续集。按情节来看是《战神》系列第一作，也是《战神》全系列游戏的前傳作品。《戰神：崛起》是该系列最后一款以希腊神话为背景的游戏，也是最后一款由泰倫斯‧C·卡森为奎托斯配音的游戏。
游戏玩法与前作《战神3》相似，注重玩家使用主武器“混沌劍”以及通过游戏“世界武器”机制获得的其他武器进行组合战斗。游戏延续了前作的快速反应事件机制，并采用了无提示的自由形态系统。四种魔法攻击和一种增强力量的技能可作为替代战斗选项，游戏还包含解谜和平台跳跃元素。此外，游戏还采用了重新设计的战斗系统、前作所未见的游戏机制以及可下载内容。
《戰神：崛起》获得了评论家们的普遍好评，他们称赞其基本的游戏玩法和场景忠实于系列原作，並擁有該系列在PlayStation 3平台上最宏大的史诗場景，以及最磅礴的电影级戰鬥演出場面，其畫面規格更是達到了PlayStation 3機能的極限。本作未获任何奖项，但它获得了多项提名，包括美国编剧工会电子游戏奖的“电子游戏剧本杰出成就奖”和互动艺术与科学学會的“杰出音效设计成就奖”的獎項提名。

## 概要
《戰神：崛起》隶属于战神系列游戏，在游戏的故事时间轴上设定为最古老的一作，比《战神：奥林匹斯之链》和初代《战神》作品更久远。斯巴達大將軍克雷多斯（Kratos）被戰神阿瑞斯（Ares）设计引誘，亲手杀死了自己的妻子吕珊德拉（Lysandra）与女儿卡利俄珀（Calliope）。铸成大错的克雷多斯决心反叛戰神阿瑞斯，但当初他召唤阿瑞斯时的誓約“帮我战胜敌人，我的灵魂将属于你”仍然有效。为了破除这个誓約，克雷多斯在手刃妻儿的六个月后，找到了方法。凡是与奥林匹斯的神立下血誓又反叛的人，都会受到复仇女神三姐妹的惩罚。克雷多斯被复仇女神投入了监狱，这个监狱是用第一个叛神者——百臂巨人埃该翁（Aegaeon）的身体改造而成的。最后克雷多斯杀死了复仇女神三姐妹，打破了战神的血誓。他以一介凡人之身，超凡崛起，成就了弒神的曠世偉業。

## 遊戲玩法

在E3 2012公開的《戰神：崛起》預告片遊戲截圖。圖中可見奎托斯（右）正與一隻蝎狮（左）戰鬥。截图演示了新的遊戲机制；它与快速反應事件（QTE）機制配合使用。

在《戰神：崛起》的单人游戏和多人游戏元素中，它主要是从固定摄像机视角观看的第三人称動作游戏。单人战役中的一些场景具有第一人称视角。在单人游戏模式中，玩家在基于组合的战斗、平台和益智游戏中控制角色奎托斯。敌人是各种各样的生物，其中大多数来自希腊神话，包括海怪卡律布狄斯、百臂巨人、独眼巨人、恩浦萨、三頭地狱犬、塞壬、蛇发女妖、萨堤尔、鹰身女妖和半人马。其他怪物是专门为游戏設計的，例如半象人、幽灵和蝎尾狮。许多怪物也出现在多人游戏模式中。平台元素要求玩家爬墙和梯子，跳过裂缝，并从墙壁上滑下来，以通过游戏的各个部分。游戏有各种谜题，从简单到复杂。
奎托斯的主要武器是混沌劍，一对雙刃，连着缠绕在他手腕和前臂上的锁链。在游戏中，刀刃可以以各种方式攻击性地挥动。《战神：崛起》的武器系統叫做世界武器系统，它允许奎托斯拾取散落在游戏各个位置的武器，或从被击败的敌人手中夺取，并在限定的时间内使用它们。世界武器共有五种（刀、棍棒、标枪、投石索、盾牌）可供随机收集，但奎托斯同一时间只能拥有其中一种武器。当未装备世界武器时，奎托斯可以根据該战斗系统对敌人进行拳打脚踢。另一个引入的机制是奎托斯可以血誓敌人，称为擒抱；他可以用混沌劍将敌人固定在原地，同时用另一把混沌劍攻击其他敌人，还可以将被血誓的敌人投擲出去。
本作中的混沌劍可以使用四種魔法元素，需要在遊戲流程中解鎖，分別是阿瑞斯烈焰、波塞冬寒冰、宙斯雷光、哈帝斯幽魂，根据装备的魔法，它们会为混沌劍注入该元素属性。例如哈帝斯幽魂是在刀刃上注入紫色火焰，可以讓克雷多斯統帥冥神哈帝斯大軍，以释放冥界的亡魂来短暂攻击敌人（參見《戰神》）；宙斯降罪可以讓克雷多斯降下雷霆閃電，大範圍攻擊摧毀周圍敵人；波塞冬寒冰也能让奎托斯在水下呼吸，这是一项必要的能力，因为他要在那里呆很长时间。此外，前作游戏中称为眾神之怒或斯巴达怒火的怒火攻擊，在本作中它的怒火計是通过对敌人的攻击来填充的，一旦怒火計达到最大容量，该能力就会自动激活。它会保持激活状态，直到奎托斯受到攻击或者在一段时间内停止攻击，之后，怒火計必须重新回復。斯巴达怒火的技能也受到當前武器的屬性影响，允许奎托斯使用不同的怒火攻击，比如宙斯雷光的怒氣沖天。
获得銜尾蛇護身符、奥可斯的誓约石和真实之眼这三件古物，对于通关游戏而言是必需的。銜尾蛇護身符允许奎托斯操纵时间，通过减缓或加速某个区域时间的方式，老化或復原建筑，并在解谜时使用它。如果需要，可以暂停或撤销施法。护身符也可以用来对付敌人，以短暂地减慢他们的移动速度。奥可斯的誓约石让奎托斯能够创造一个自己的“影子”，可以压下板块、握住杠杆或攻击敌人。真实之眼可以消除复仇三女神制造的幻象，并为敌人投下令人眩目的光芒。除了之前游戏中的快速反应事件 （QTE） 机制外，《戰神：崛起》还添加了一个无提示的自由形式系统，允许玩家根据敌人的行动选择何时攻击或躲闪。
其他额外功能包括隐藏在游戏世界中的十件古物，它们可以在“新游戏+”模式中提供更多能力，例如无限魔法。此模式还允许玩家更换奎托斯的服装，但奖杯不可用。前作中没有，但在《戰神：崛起》中新增的“故事章节选择”功能，允许玩家选择并重玩之前完成的关卡，这也是战神系列至今唯一一款拥有“故事章节选择”功能的游戏。与前作不同，前作的幕后花絮影片在通关后才会解锁，而《戰神：崛起》的主菜单中的“特別內容”功能已经提供了这些花絮影片。

## 剧情

### 设定
与前作《战神3》一样，《戰神：崛起》的故事背景设定在古希腊神话世界中，那里居住着奥林匹亚诸神、泰坦以及其他希腊神话中的生物。游戏事件发生在奎托斯弑亲六个月（参见《战神》）后，也就是《战神》故事時間線的十年之前。按故事时间線顺序排列的續作将是《戰神：奥林匹斯之链》，續作的故事发生在《戰神：崛起》和《战神》之间。游戏的叙事跨越四個禮拜，在现在（第四周）和过去（前三周）之间切换，玩家分别在两个不同时间的故事線上扮演奎托斯。游戏中玩家可以探索多个地点，包括“百臂巨人城”以及一些现实世界的歷史遺跡，基拿鎮、德尔斐神庙和提洛岛。
“百臂巨人城”是复仇女神三姐妹用来关押所有违背誓約者的巨型监狱，由百臂巨人埃该翁的身体改造而成的，被称为“受诅咒的牢笼”，城中的最高点是复仇女神皇后雅利克图的謁见廳。基拿鎮是一个废弃的古希腊村庄，水车和引水道被毁后，水源断绝。除了怪物之外，唯一的生机就存在于港口，港务长负责引导船只进出港口。德尔斐位于基拿鎮北部的雪山（帕纳塞斯山）之中，以德尔斐塔为特色。启动三条巨大的培冬后，塔楼便可通往德尔斐神庙，那里是預言者的所在地。提洛岛则有一座泰坦大小的光明之神阿波罗巨像，由发明家阿基米德建造，以纪念这位神。

### 角色

#### 配音表
| 角色       | 配音員            | 簡介                                                       |
| ---------- | ----------------- | ---------------------------------------------------------- |
| 克雷多斯   | 泰倫斯‧C·卡森     | 斯巴达将军，本作中寻求打破对战神阿瑞斯的血誓。             |
| 奥可斯     | 特罗伊·贝克       | 誓約守护者，复仇女神和戰神的儿子，奎托斯命运的指引者。     |
| 雅利克图   | 珍妮佛·海爾       | 复仇女神皇后，憤怒女神，囚禁奎托斯，是本作最大的反派人物。 |
| 美紀拉     | 妮卡·福特曼       | 复仇女神之一，報復女神，囚禁奎托斯，是本作主要的反派人物。 |
| 提西福涅   | 黛比·梅伊·魏斯特  | 复仇女神之一，嫉妒女神，囚禁奎托斯，是本作主要的反派人物。 |
| 亚莉菲尔亚 | 阿德里安娜·巴博   | 德尔斐神庙的预言者，拥有真实之眼，是奎托斯命运的指引者。   |
| 吕珊德拉   | 珍妮佛·海爾       | 斯巴达将军奎托斯的亡妻。                                   |
| 旁白       | 苏珊妮·布莱克史丽 | 战神系列故事主要叙事者。                                   |

### 故事
《战神：弑神自封》是本系列的另一个前传，时间发生于初代《战神》事件的十年前。在奎托斯被戰神阿瑞斯欺骗而误杀家人不久后，他发誓要对众神展开复仇，并解除效忠战神的血誓。作为打破血誓的惩罚，奎托斯必须永生永世陷身囹圄，饱受复仇女神的无尽折磨，企图摧毁他的心智。奎托斯必须一路杀出重围，逃离监狱，同时寻找自由、救赎和真相，为家人报仇血恨。
在违背了对战神阿瑞斯的血誓后，奎托斯仍然被他过去残酷的幻象所困扰。奎托斯希望能找到解除幻象的方法。在基拿鎮他遇到了誓約守护者奥可斯，奥可斯告知奎托斯，他所经历的幻象是复仇三女神创造的心灵诡计，并指示他找到德尔斐的預言者亚莉菲尔亚。到达德尔斐神庙后，奎托斯战胜了试图杀死預言者的卡斯托尔和波魯克斯，并从现已死去的卡斯托尔和波魯克斯手中拿走了衔尾蛇护身符。之后奎托斯发现了奄奄一息的預言者亚莉菲尔亚，在她临终的气息中，預言者亚莉菲尔亚指示奎托斯前往提洛岛取回真實之眼。前往基拿鎮的港口，在那里他再次遇到了奧克斯。誓約守护者透露，阿瑞斯想要一个完美的战士来帮助他推翻宙斯，所以阿瑞斯帮助奎托斯对抗东方野蛮人，使他成为一名完美的战士。奧克斯成为誓約守护者，直到阿瑞斯欺骗奎托斯杀死自己的家人，他才质疑复仇三女神。有了这些事情经历，奎托斯乘船前往提洛岛。 
一周后，奎托斯抵达得提洛岛，探索阿波罗巨像的废墟。他遭到复仇三女神的袭击，他砍掉了美紀拉的一只手臂，但最终被雅利克图擒拿。奥可斯出现，解救了奎托斯，并将他传送至另一个地方。奥可斯将自己的誓約石交给奎托斯，并透露預言者亚莉菲尔亚曾经有一個可怕的预言：战神将最终毁灭奥林匹斯众神。他的母亲，也就是復仇女神皇后雅利克图，和战神阿瑞斯偷情并生下了他。他们暗中勾結密謀，妄图取代宙斯的统治，并毁灭奥林匹斯山。奥可斯和預言者亚莉菲尔亚曾试图警告众神之王宙斯，告知他们复仇三女神的计划。为了报复預言者，复仇三女神弄瞎了亚莉菲尔亚，夺走了她的雙眼，也就是奎托斯所寻找的真实之眼。经过一段危险的旅程，奎托斯使用衔尾蛇护身符修复了阿波罗巨像，并取回了真实之眼。完成阿基米德的试炼后，奎托斯遭到复仇三女神的伏击并被俘，她们没收了他所有的物品，并将奎托斯打入大牢，用酷刑折磨了他三个礼拜。 
奎托斯被复仇三女神囚禁，并遭受非人的酷刑，复仇三女神用锁链捆绑奎托斯，残暴地折磨了他整整三个礼拜。三周后，复仇女神美紀拉不断折磨奎托斯，但他最终成功逃脱。奎托斯追着美紀拉穿过牢笼，发现这座牢笼其实是百臂巨人埃该翁（Aegaeon）的尸體，他是复仇三女神中第一个违背与宙斯血誓的叛徒；作为惩罚，百臂巨人埃该翁被杀害，死后其巨大的身体被改造成监狱，用以囚禁叛徒和罪人。 奎托斯摆脱了复仇女神提西福涅和她惡魔制造的幻象，找到并杀死了复仇三女神之一的美紀拉，夺回了被复仇三女神囚禁时没收的銜尾蛇護身符。他以一介凡人之身，竟然完成了一件幾乎不可能的事情：弒神。 
提西福涅和邪灵再次施展幻象欺骗奎托斯，奎托斯成功化解幻象，夺回了奥可斯的誓約之石。他遇到了百臂巨人的书记官，后者透露，复仇三女神原本的惩罚是公正的，但由于阿瑞斯的缘故，她们变成了冷酷无情的存在。奎托斯继续追击复仇三女神，最终到达了“百臂巨人城”雅利克图的謁见廳，却似乎回到了家中，与妻女团聚：这又是一道幻象，这次是由復仇女神皇后雅利克图施展的。她试图说服奎托斯，只要他重新归顺阿瑞斯，向他们臣服，他就能在这个幻象中过着美好的日子。但奎托斯拒绝了。愤怒的雅利克图和提西福涅攻击奎托斯，奎托斯夺回了真实之眼，雅利克图化身为海怪卡律布狄斯的法相，呼风唤雨并掀起滔天洪灾。经过一场残酷的战斗，奎托斯用真实之眼和衔尾蛇护身符，打破了復仇女神皇后雅利克图和提西福涅所制造的心魔与幻象，二度弑神，摧毁了“百臂巨人城”。 
奎托斯返回斯巴达的家鄉，在那里遇见了奥可斯。他赞扬了奎托斯战胜复仇三女神的壮举，但也透露除非奎托斯杀死奥可斯，否则他将无法摆脱戰神阿瑞斯的血誓。复仇三女神将奥可斯转化为奎托斯的誓約守护者，并让他痛苦地活着。他恳求奎托斯给予他光荣的死亡，这样他们就能从阿瑞斯的魔爪下解脱出来。奎托斯起初因后悔杀害了这么多无辜者而拒绝了，但在奥可斯的不断恳求下，最终迫使奎托斯不得不杀死了他，這是奎托斯唯一的朋友。之后，无数夢魘涌入奎托斯的记忆里，这些夢魘曾被他的血誓所掩盖，如今因為血誓被打破，痛苦終究隨之而來。奎托斯悲痛不已，发现只有通过侍奉奥林匹斯众神，才能减轻自己的无尽的罪孽，從而来获得赎罪。最終奎托斯烧毁了自己和家人曾經生活的房屋，含淚离开了這個傷心之地，开始了他为奥林匹斯众神十年服務的艰难之路（参见续作《战神：奥林匹斯之链》）。

## 開發

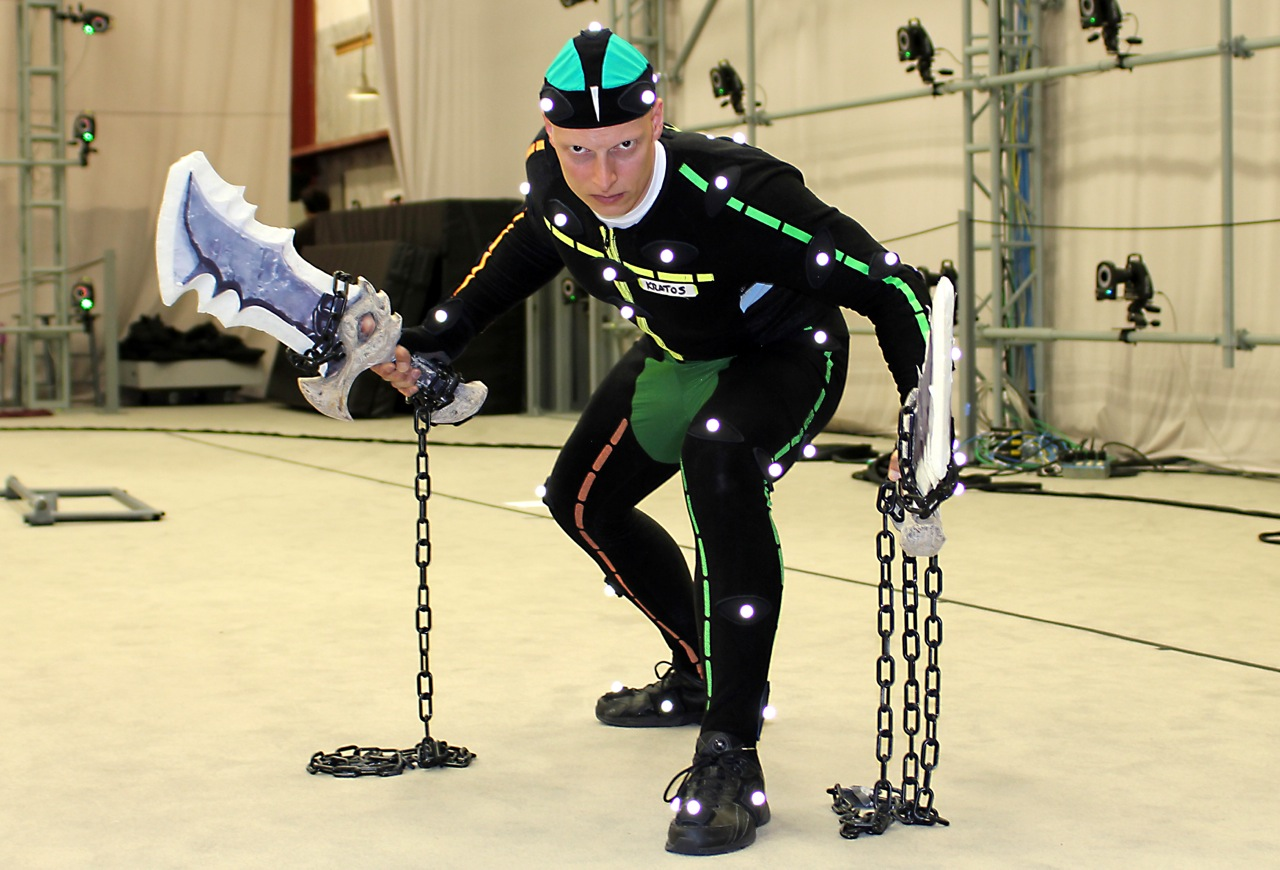
约瑟夫·盖特穿着动作捕捉服在游戏中扮演奎托斯。

2010 年 1 月，圣莫尼卡工作室总监约翰·海特 (John Hight) 告诉电子游戏媒體，“虽然《战神3》将为三部曲画上句号，但这并不意味着该系列的终结”，并表示“我们会非常谨慎地考虑下一步的行动”。从2011年4月到2012年4月，多个消息来源声称第四部主要作品将在2012年某个时候发布，并将包含在线组件。2012年4月12日，索尼在其官方PlayStation Facebook页面发布了一张预告图片，随后于4月19日宣布了游戏的消息，尽管亚马逊在前一天泄露了这一消息。预告片宣布曾担任《战神》和《战神2》设计师以及《战神3》设计总监的托德·帕皮 (Todd Papy) 为游戏总监。大卫·贾菲证实，《战神3》游戏总监史狄克·艾斯穆森不会回归执导本作，因为他当时正在圣莫尼卡进行另一个项目。预告片由琳达·亨特旁白，讲述了奎托斯成为斯巴达亡魂之前，以及他尚未“被血腥血誓”的时代。官方公告确认游戏名称为《戰神：崛起》。帕皮表示，游戏没有命名为《战神4》，是为了避免混淆，因为它是三部曲的前传，而非续集。之所以选择这个名字，是因为它与剧情和新增的多人游戏元素相得益彰；据帕皮所说，在这种模式下，玩家“基本上是从一位无名英雄，升天封神”。
在索尼2012年电子娱乐展（E3）新闻发布会上，游戏在北美发售日期确认为2013年3月12日。发布会上播放了一段单人游戏演示，展示了新的游戏机制和战斗系统。演示中包含了与海怪卡律布狄斯（Charybdis）的遭遇，但这段片段在最终版本中被删减。卡律布狄斯被重新塑造成雅利克图在游戏最后一场战斗中变身的生物。 同一天，总监的托德 · 帕皮在PlayStation.Blog上证实将发行游戏的珍藏版。他表示，《戰神：崛起》的开发目标是支持立体3D技术，但最终被删减。在2012年科隆游戏展（Gamescom）上，发布了新的多人游戏画面，并宣布将推出多人游戏测试版。
在2012年的PAX游戏展上，游戏总监托德 · 帕皮（Todd Papy）、首席游戏设计师马克·西蒙（Mark Simon）、首席角色艺术家帕特里克·墨菲（Patrick Murphy）以及《战神》系列编剧玛丽安·克劳奇克（Marianne Krawczyk）主持了首届《战神》专题讨论会，探讨了《戰神：崛起》的起源，并概述了奎托斯的进化历程。 復仇三女神之一的美紀拉（Megaera）正式亮相，马克·西蒙也讨论了新的战斗系统。帕皮表示，他曾考虑过使用女神阿尔忒弥斯作为可操作的女性角色，这将为玩家提供更多战斗选择。阿尔忒弥斯将被描绘成半人半猫的形象，拥有女性的头部和躯干以及母狮的双腿。阿尔忒弥斯最终被从游戏中删除，但帕皮表示，他希望在未来探索使用其他神祇的可能性。

## 技术
《戰神：崛起》采用重新设计的《戰神3》引擎（改良版），在从《戰神3》到《戰神：崛起》的开发过渡中，其中一位图形工程师塞德里克·珀特胡斯指出，《戰神3》引擎的限制限制了艺术家的创造力，因此他们“试图在不损失任何性能的情况下尽可能地消除或推动这些限制”。例如，每个网格的UV映射增加到 3 个。对于像克雷多斯这样的复杂角色模型，“他独特的身体部位需要独立的纹理，每个部位都包裹着头部、躯干和四肢——所有这些部位在平放时都会形成一个可编辑的UV映射。允许更多的UV映射还可以使环境看起来更自然。《戰神：崛起》在图形方面并不像《戰神3》那样在图形方面取得巨大进步：“从图形技术的角度来看，在很大程度上，《戰神：崛起》在图形方面更加精致，”另一位图形工程师本·迪亚曼德 说，他在《戰神：崛起》开发期间专注于优化。开发团队还添加了动态光照，从而为游戏机制的开发提供了便利。粒子效果也比《戰神3》有了显著改进。塞德里克·珀特胡斯说道：“这样做的目的是让艺术家拥有更多控制权，从而用更少的粒子获得更好的視覺效果。”

## 宣傳

### 真人預告片
《戰神：崛起》在第四十七届超级碗期间播放了名为“從灰燼中重生（From Ashes）”的真人预告片，它描绘了克雷多斯在被阿瑞斯骗去杀死他的妻子和孩子后，痛苦而絕望的時刻。這部影片直观地展示了他的痛苦和愤怒 。影片播放了作曲家艾莉·古尔丁（Ellie Goulding）的《坚持下去（Hanging On）》曲目的混音版，随后在2月26日播放了最后的单人预告片，這是戰神系列首次也是唯一一次採用真人演員扮演的电影。

## 發售
单人游戏试玩版于2013年3月12日E3游戏展亮相，展示了全新的游戏机制和战斗系统。试玩版展示了一个重新设计的快速反应事件（QTE）游戏，用一个全新的、无提示的自由形式系统取代了一些按键提示。游戏采用了“世界武器”机制，奎托斯被展示能够一边攻击一边挥舞对手。其他新功能包括“阿瑞斯烈焰”魔法和“銜尾蛇護身符魔法”机制。此外，还出现了几个新的敌人，例如半象人，以及希腊神话中的传说生物中的卡律布狄斯，但是这个情節在正式版游戏中删除了，卡律布狄斯改為在最終boss戰才出現。实际游戏场景画面细节提升了许多，火焰等粒子特效細節也比正式版更加豐富。
2012年E3游戏展上的单人游戏演示版包含在电影《全面回忆》的“导演剪辑版”蓝光版和蓝光/DVD组合包的早期版本中，这两个版本于2012年12月18日发行。 2013年2月26日，一款名为“受诅咒的牢笼”的全新单人游戏试玩版在PlayStation Store上线，可供下载。试玩版包含单人模式的前30分钟。
《戰神：崛起》于2013年3月12日在北美发行，3月13日在欧洲大陆和PAL制式地区发行，3月14日在澳大利亚和新西兰发行，3月15日在英国和爱尔兰发行。2013年10月15日，《戰神：崛起》在北美PlayStation Store以数字下载形式发行。数字版于10月23日在欧洲和澳大利亚发行，10月31日在日本和亚洲地区发行。2014年9月24日，《戰神：崛起》可通过索尼的游戏流媒体服务PlayStation Now游玩。
2012年6月4日，圣莫尼卡工作室宣布发行《戰神：崛起》珍藏版，并在北美限时发售。套装内含一尊獨家6吋高的奎托斯雕像、一个特製光碟收納鐵盒，以及可通过PlayStation Network (PSN) 获得的可下载内容(DLC)  。可下载内容包括官方游戏原声带等。2012年8月30日，圣莫尼卡工作室宣布发行欧洲地区的《戰神：崛起》珍藏版。《戰神：崛起》特别版也宣布将在欧洲地区发售，售价与标准版相同。它包含特製光碟收納鐵盒，以及典藏版中提供的額外數位內容，但不包含季票。英国則發售独家PS3同捆包，内含一台白色500GB的PS3、《戰神：崛起》特别版以及一个特别版的《戰神：崛起》DualShock 3手柄。该手柄在澳大利亚单独发售。 

### 發行版本
2012年6月4日，圣莫尼卡工作室宣布推出《戰神：崛起》珍藏版，该版于2013年3月12日在全球同步發售，並公佈內容詳情。
珍藏版包裝是採用本作所登場的男主角「奎托斯」造型的雕塑複製品包裝盒，內含《戰神：崛起》遊戲、一尊獨家6吋奎托斯雕像、特製光碟收納鐵盒以及額外數位內容。欧洲还推出了PS3《戰神：崛起》遺產捆绑包，並限时发售，内含《戰神：崛起》、《戰神 傳說合輯》、一个月的PlayStation Plus会员以及一台500GB的石榴红色PS3。北美则推出《战神：弑神自封》的遗产大礼包，里面包含一款石榴红色的500GB限量版PS3，同捆附带的还有一部《战神：弑神自封》、一部《战神：传说》（《战神：传说》是一个游戏合集，里面包含至今为止发布在PS2、PSP和PS3上的所有5部《战神》游戏），还有一个PlayStation Plus的30天试用账号。台灣則推出了PS3《戰神：崛起》超豪華同捆組，並在電玩展開放現場預購，現場展示了「克雷多斯」造型的8吋青銅雕像。
- 标准版：包含数字版游戏。
- 特別版：包含数字版游戏，並附赠特製光碟收納鐵盒。
- 限定版：包含数字版游戏和一系列实体收藏品，收藏品包括：特製光碟收納鐵盒、獨家6吋奎托斯雕像[66]。
- 豪華限定版：包含实体收藏版的所有内容，收藏品包括：特製光碟收納鐵盒、獨家6吋奎托斯雕像、獨家8吋奎托斯欧米伽青銅雕像[65]，青銅雕像由阿根廷艺术家巴勃罗·维吉亚诺（Pablo Viggiano）创作[67]，僅在亞洲地區限量發售[68][69][70][71][72][73]。

## 反響
| 汇总媒体   | 得分   |
| ---------- | ------ |
| Metacritic | 80/100 |

| 媒体                    | 得分   |
| ----------------------- | ------ |
| Destructoid             | 9/10   |
| Edge                    | 7/10   |
| GamesRadar+             | [ 77 ] |
| GameSpot                | 8.0/10 |
| GameTrailers            | 8.3/10 |
| IGN                     | 7.8/10 |
| Joystiq                 | [ 81 ] |
| 英国PlayStation官方杂志 | 8/10   |

### 發行後
Metacritic根据66条评论给予《戰神：崛起》80/100分，属“普遍好评”级别。评论家们称赞了游戏的基本玩法和精彩画面，但也批评其缺乏新意。IGN的亚历克斯·西蒙斯表示，重新设计的战斗系统增加了遊戲深度，鼓励玩家用多種遊戲思路解決問題。Destructoid認為战斗和新的游戏机制广受好评，Destructoid的評論家戴尔·诺斯 (Dale North) 称“战神从未有过比这更好的画面和玩法”。Joystiq的評論家哈夫·德·马托斯评论说，战斗比《战神3》更简单，很少需要进行太多调整。Gamesradar的評論家霍蘭德·库珀 (Hollander Cooper)称赞增强的图形引擎“不仅是该系列见过的最好的，而且是 PlayStation 3 史上最令人印象深刻的引擎之一”，并認為遊戲擁有绝对美丽的视觉效果、充滿史詩感的大規模戰鬥，对奎托斯的敌人（例如百臂巨人）印象深刻。Destructoid的評論家戴尔·诺斯 (Dale North)表示赞同，他说：“游戏贯穿始终的光線運用和精致畫面使其成为PS3史上的最完美遊戲之一”，并指出其改进的纹理、动画和灯光。Edge的评论家也对图形畫面进行了积极的评价，但对戰鬥過程中第三人稱固定视角的運用表示遺憾。

### 獎項
与前作《戰神3》不同，《戰神：崛起》并未获奖，但它获得了多家媒体在2012年E3游戏展的多个最佳类别的提名。这些提名包括Game Rant的“最佳动作冒险游戏”和“最佳多人游戏”、G4的“最佳PS3游戏”和“最佳动作冒险游戏”、Destructoid的“最佳PlayStation 3游戏”，以及IGN的“最佳PS3游戏”和“最佳动作游戏”。该游戏还获得了2013年金摇杆奖“最佳视觉设计”奖提名。在2014年美国编剧工会电子游戏奖中，它获得了“电子游戏剧本杰出成就”奖提名。在第17届D.I.C.E.电子游戏奖上，该游戏还获得了“最佳动作游戏”奖提名。奖项方面，《戰神：崛起》获得了美国互动艺术与科学学會颁发的“杰出音效设计成就”奖提名。

### 销售
| 公布时间   | 销量    | 备注                                                                                               |
| ---------- | ------- | -------------------------------------------------------------------------------------------------- |
| 2013-04-20 | 57万份  | 首月销量，是2013年3月美国第4大畅销游戏。                                                           |
| 2020-05-12 | 300万份 | 在全球的销量超过 300 万份，收入超过 1 亿美元。 统计节点截至2020年5月12日，PS3版，约为发布后7周年。 |

## 外部連結
- 《戰神：崛起》英文官方網站（英文）
- 《戰神：崛起》於網際網路電影資料庫（IMDb）上的資料 （页面存档备份，存于）（英文）